# Náměstí Ante Starčeviće
Náměstí Ante Starčeviće (chorvatsky Trg Ante Starčevića) nazývané trg je ústřední náměstí v chorvatském Osijeku pojmenované po Ante Starčevićovi. Má tvar rovnoramenného trojúhelníka.
Nachází se v centru Osijeku mezi ulicí Josipa Juraje Strossmayera na západě, uličkou Ribarska na severu, Kapucinska na východě a Županijska na jihu.

## Významné stavby
- Palác Prandau-Normann (Sídlo župního úřadu Osijecko-baranjská župy)
- Hotel Central